# 胍法辛
胍法辛（英語：Guanfacine）以Tenex（速釋劑型（immediate-release dosage）和Intuniv、乐儿静（緩釋劑型）等品牌銷售，是一種口服α-2A腎上腺素受體激動劑，用於治療注意力不足過動症(ADHD) 和高血壓。胍法辛經美國食品藥物管理局（FDA）批准用於ADHD的單一療法，也可用於增強其他藥品（例如興奮劑）的輔助之用。胍法辛也被作仿單標示外使用，用於治療抽動障礙、焦慮症和創傷後壓力症候群 (PTSD)。
使用後常見的副作用有嗜睡、便秘和口乾。其他副作用可能有低血壓和泌尿系統問題。FDA將胍法辛歸類為妊娠期"B類"，表示於動物生殖研究方面尚未證明個體於懷孕或母乳哺育期間對胎兒或嬰兒有風險，或是不良影響。此藥物似乎透過激活大腦中的α-2A腎上腺素受體，減少交感神經系統活動來發揮作用。
胍法辛於1974年首次於文獻中被描述，並於1986年在美國被批准用於醫療用途。市面上有這種藥品的通用名藥物販售。它是美國於2020年排名第300的最常用處方藥，開立的處方箋數量超過100萬張。

## 醫療用途

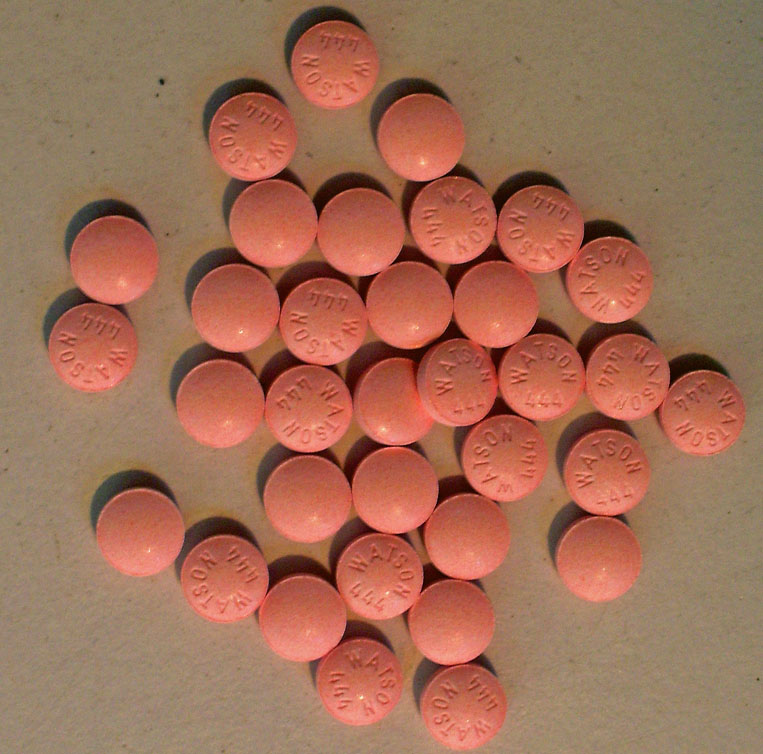
每片為一毫克劑量的胍法辛藥片。

胍法辛經FDA批准作為單一療法，或可聯合興奮劑，用於治療注意力不足過動症 (ADHD)。胍法辛被認為無物質濫用潛力（與興奮劑不同），它甚至可用於降低尼古丁和古柯鹼等的濫用問題。此藥物也被FDA批准用於治療高血壓。胍法辛可協同增強苯丙胺（安非他命）和哌醋甲酯等興奮劑在治療ADHD的作用，且在許多情況下還可幫助控制興奮劑的副作用。據稱胍法辛於治療ADHD時，可幫助個體更好控制行為、抑制不適當的分心和衝動，並抑制不適當的攻擊性衝動。對此藥品所做的系統性回顧和統合分析，發現其對於治療兒童和成人ADHD均有效，在成人治療中發現效應值適中 (標準化平均差異（Hedges' g） = -0.66)。有項系統性回顧和統合分析還發現胍法辛可減少患有ADHD的兒童和青少年的對立反抗行為（這些兒童和青少年或者患有，或是不患有對立性反抗症，效應值為小至中等）。但胍法辛和其他α2-腎上腺素受體激動劑被認為在治療ADHD的有效性方面不如興奮劑。
胍法辛也被用於治療抽動障礙、焦慮症（如廣泛性焦慮症）和創傷後壓力症候群（PTSD）。胍法辛和其他α2A-腎上腺素受體激動劑具有抗焦慮藥般的作用，可減少杏仁核產生的情緒反應，並加強前額葉皮質對情緒、行動和思想的調節。這些作用源自於對心理壓力誘導的兒茶酚胺釋放的抑制，以及前額葉皮質中受體側突觸的作用。由於其生物半衰期時間較長，也可改善PTSD患者因做噩夢而導致的睡眠中斷。所有這些行為都可能有助於緩解與PTSD相關的過度警覺、創傷記憶重現和衝動。胍法辛似乎對治療遭受心理創傷或受虐待兒童特別有幫助。

## 不良影響
胍法辛的副作用是有劑量曝露-反應相關性。
很常見（>10%發生率）的不良反應有嗜睡、疲倦、頭痛和腹痛。
常見（發生率1-10%）不良反應有厭食、噁心、口乾、尿失禁和皮疹。
根據報告，胍法辛會導致罹患ADHD兒童有很高的嗜睡率，例如在一項試驗中，服用胍法辛組的嗜睡率為73%，服用安慰劑組為6%。
胍法辛可能會導致罹患ADHD的兒童睡眠惡化，包括減少總睡眠時間。
於2020年所做的一項系統性回顧發現胍法辛產生的副作用有腹痛、鎮靜和QT間期延長。

## 交互作用
胍法辛的利用率受CYP3A4和CYP3A5兩種酵素的顯著影響。抑制或誘導這些酵素的藥物會改變胍法辛於循環中的數量，因而改變其功效和不良反應發生率。由於其對心臟有影響，若與其他循環系統活性藥物一起使用時應謹慎。當它與鎮靜劑一起使用時，也應謹慎。

## 藥理學

### 藥效學
| 結合位點                         | 親和力(納摩爾（nM）) | 物種 | 參考          |
| -------------------------------- | -------------------- | ---- | ------------- |
| α-2A腎上腺素受體                 | 50.3 – 93.3          | 人類 | [ 30 ] [ 31 ] |
| α-2B腎上腺素受體                 | 1,020 – 1,380        | 人類 | [ 30 ] [ 31 ] |
| α-2C腎上腺素受體                 | 1,120 – 3,890        | 人類 | [ 30 ] [ 31 ] |
| 數值越小，與結合位點親和力越強。 |                      |      |               |

胍法辛是α-2A腎上腺素受體的高度結合選擇性激動劑，對其他受體的結合親和力較低。然而它也是一種5-HT2B受體激動劑。
胍法辛透過活化中樞神經系統內的α2A-腎上腺素受體而發揮作用。導致周圍神經系統流出減少，而降低外周交感神經張力，從而降低血管的心臟收縮壓和舒張壓。
胍法辛在治療ADHD時，被認為是透過加強前額葉皮質對注意力和行為的調節來發揮作用。這些對前額葉皮質功能的增強作用被認為是由於藥物刺激樹突上的受體側突觸α2A-腎上腺素受體，而非依賴釋放側突觸α2A-腎上腺素受體的活化。環磷酸鳥苷（cAMP）介導的HCN通道和KCNQ通道開放受到抑制，而增強前額葉皮質突觸連接和神經元動作電位發生。在猴子身上的實驗結果，發現胍法辛可改善工作記憶、注意力調節和行為抑制，而這些作用與其鎮靜作用無關。使用胍法辛治療前額葉疾患是由耶魯大學醫學院阿恩斯滕實驗室（Arnsten Lab）所開發。
胍法辛對α2A-腎上腺素受體的選擇性比可樂定高很多，可樂定不僅能結合及活化α2A腎上腺素受體，還能結合及活化α2B和α2C腎上腺素受體以及咪唑啉受體。此藥品在降低血壓和鎮靜方面比可樂定為弱，對受體側突觸的α2A腎上腺素受體的作用也比可樂定為弱（降低藍斑核活性和正腎上腺素釋放的效果低10倍），並且在釋放側突觸的α2A腎上腺素受體方面可能具有更大的功效（由胍法辛比可樂定更能增強老年猴子的前額皮質相關工作記憶所顯示）。
5-HT2B受體被活化後是眾人已知的抗標靶，與心臟瓣膜疾病有關聯。然而並非所有5-HT2B受體激動劑（例如羅平尼咯）都具有這種作用。雖然胍法辛已被使用許久，但並無與心臟瓣膜疾病相關的報導，可能是其對5-HT2B受體有較小的激動效力。在體外研究中，其對5-HT2B受體的親和力比對α2A腎上腺素受體的親和力低100倍，對5-HT2B受體的親和力比血清素低30倍，而在活化5-HT2B受體的效力比對血清素低1,000倍。結論是在臨床性濃度下，胍法辛預計不會表現出與5-HT2B受體的顯著結合或激活，因此不太可能是人類的心臟瓣膜疾病的病原體。但仍有不同的研究提出胍法辛在5-HT2B受體激動方面具有不同程度功效的報告，截至2018年，尚無關於胍法辛導致心臟瓣膜疾病風險的臨床數據。雖說胍法辛於此的可能性較低，但仍可能存有風險。

### 藥物動力學
口服胍法辛的生物利用度為80%。沒明確的證據表明存在任何首過代謝。其生物半衰期為17小時，主要消除途徑為腎臟。主要代謝產物是3-羥基化衍生物，具有中等生物轉化的證據，關鍵中間體是環氧化合物。腎功能受損患者的消除過程未受影響。因此對此類患者而言，有經過肝臟代謝的假設，此類患者產生姿位性低血壓和鎮靜等副作用頻率增加也證明此點。

## 歷史
胍法辛於1974年首次經文獻描述，於1986年被FDA核准用於治療高血壓，商品名為Tenex。接著於2010年被FDA批准用於治療6至17歲族群的ADHD。它於2015年被歐洲藥品管理局批准用於治療ADHD，商品名為Intuniv。此藥品於2018年被加入澳大利亞藥品福利計劃中，用於治療ADHD。

## 社會與文化

### 品牌名稱
此藥品的品牌名稱有Tenex（速釋劑型）、Afken、Estulic和Intuniv（緩釋劑型）。
2025年2月，中华人民共和国首个胍法辛缓释剂仿制药品牌获批上市，商品名乐儿静，生产厂家为成都温江的四川百利天恒药业有限责任公司，适应症为6岁及6岁以上注意缺陷多动障碍（ADHD）。

## 藥品研究
胍法辛已被研究作為治療PTSD用。對成人的療效證據有限，但一項研究發現對同時罹患ADHD的兒童有積極的結果。此藥物對於使用選擇性5-羥色胺再攝取抑制劑 (SSRI) 治療無反應的成年PTSD患者也可能有用。
使用胍法辛治療妥瑞症的研究結果是好壞參半。
胍法辛似乎不能有效改善患有ADHD和行為性失眠的兒童的睡眠。反而是此藥品在一項臨床試驗中會讓某些睡眠參數惡化（例如總睡眠時間）。
胍法辛已被研究用於治療類阿片藥物、乙醇和尼古丁的戒斷，已被證明有助於減少試圖戒菸者因壓力所引起對尼古丁的渴望，這可能涉及加強前額葉皮質介導的自我控制。
胍法辛已被研究用於治療影響前額葉皮質功能相關的各種疾病，包括腦外傷、中風、思覺失調和老年人的認知和注意力問題。
目前有研究使用胍法辛作治療COVID19後症候群之用。